# Curtara ventusa
Curtara ventusa är en insektsart som beskrevs av Delong och Freytag 1976. Curtara ventusa ingår i släktet Curtara och familjen dvärgstritar. Inga underarter finns listade i Catalogue of Life.